# Plangia compressa
Plangia compressa är en insektsart som först beskrevs av Walker, F. 1869.  Plangia compressa ingår i släktet Plangia och familjen vårtbitare. Inga underarter finns listade i Catalogue of Life.